# Tarsius
Tarsius és un gènere de primats de la família dels tarsers. Aquesta família conté almenys diversos gèneres extints (incloent-hi Xanthorhysis, de l'Eocè de la Xina, i Oligotarsius, de l'Oligocè del mateix país), però Tarsius n'és l'únic gènere vivent. Tots els tarsers actuals viuen a les illes del sud-est asiàtic. Algunes espècies de tarsers es troben en perill d'extinció.
Les troballes paleontològiques a Tailàndia i a la Xina indiquen que aquesta família és endèmica dels boscs del sud d'Àsia, on ha habitat almenys des del període Eocè.

## Taxonomia

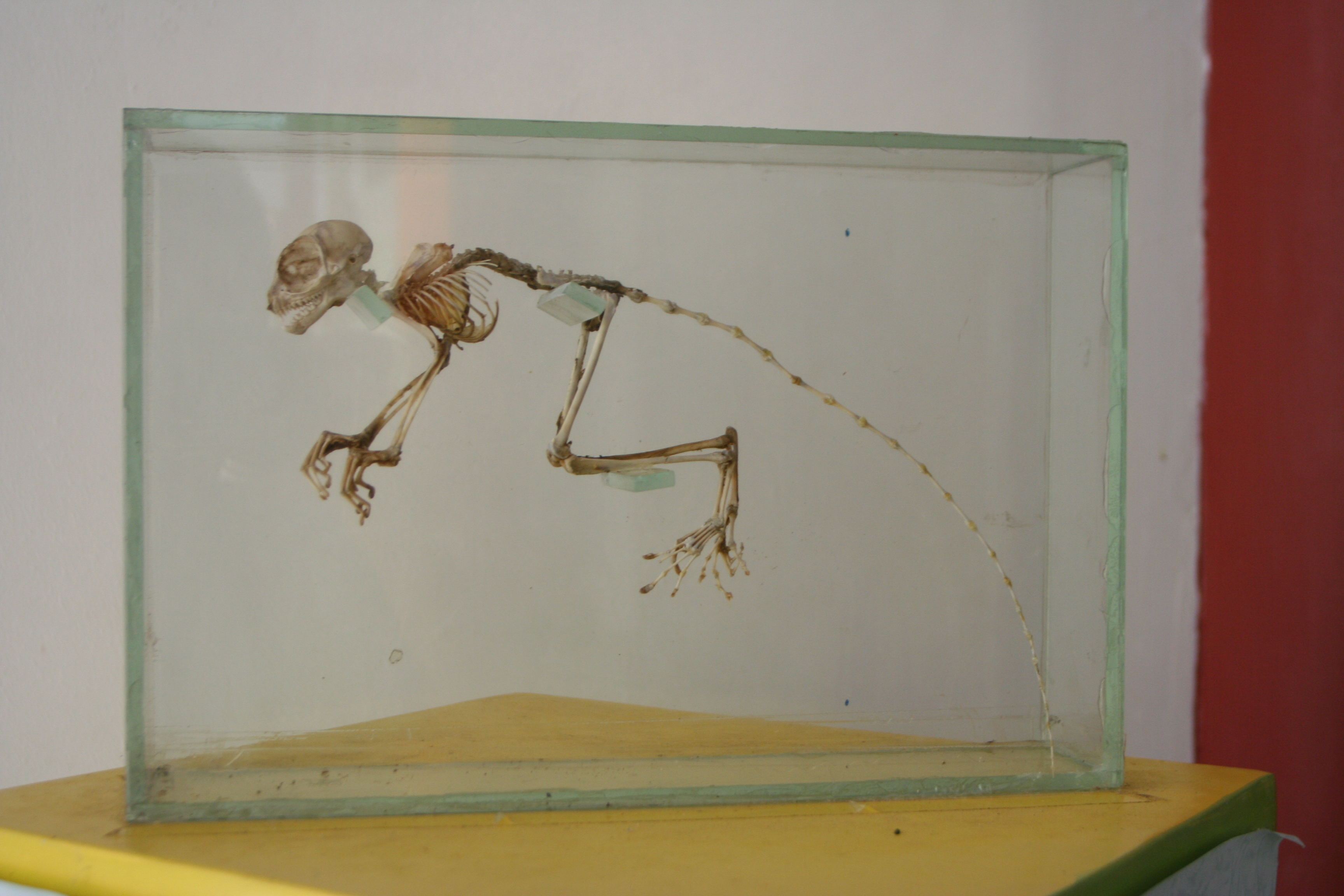
Esquelet de tarser exposat al Santuari de Tarsers de Filipines a Bohol.

La posició filogenètica dels tarsers actuals dins de l'ordre dels primats va ser molt debatuda al segle xx i els tarsers es van classificar alternativament amb els primats Strepsirrhini, en el subordre Prosimii, o com a grup-germà dels Simiiformes (=Anthropoidea), a l'infraordre Haplorrhini. Anàlisi d'insercions d'un element transposable tipus SINE (Short Interspersed Nuclear Element), un tipus de macromutació de l'ADN, recolzen l'evidència del grup monofilètic amb els Haplorrhini, on altres línies de proves, com ara les dades de seqüència d'ADN, segueixen sent ambigües. Així, alguns biòlegs argumenten que el debat està resolt de manera concloent a favor de Haplorrhini.
En un nivell més reduït, sembla que els tarsers, actualment situats en el gènere Tarsius, realment haurien d'estar separats en dos o tres gèneres (per als grups de Sulawesi, Filipines i occidentals). El nivell taxonòmic de l'espècie és complex, amb la morfologia limitada a l'ús comparatiu dels seus sons. Algunes vocalitzacions poden representar tàxons no descrits, taxonòmicament separats de T. tarsier (=espectre), com ara els tarsers Minahasa i els de les illes Togian), i molts altres de Sulawesi i les illes properes. Aquest pot ser el cas d'una sèrie de poblacions aïllades poc conegudes a les Filipines (com les poblacions de Basilan, Leyte i Dinagat del grup T. syrichta). Hi ha més confusió sobre la validesa de certs noms. Entre d'altres, el molt utilitzat T. dianae sembla ser sinònim de T. dentatus i, comparativament, T. espectre es considera ara un sinònim de T. tarsier.

### Història evolutiva
Fòssils de tarsers i altres tarsiiformes han estat trobats a Àsia, Europa i Amèrica del Nord, i possiblement Àfrica. Tanmateix, els tarsers supervivents estan restringits a unes poques illes del sud-est asiàtic, incloses les Filipines, Sulawesi, Borneo i Sumatra. També tenen el registre fòssil continu més llarg de qualsevol primat. El registre fòssil indica que la seva dentició ha canviat poc, excepte en mida, durant 45 milions d'anys.

### Classificació de la famíliaTarsiidae
- †Xanthorhysis Beard, 1998

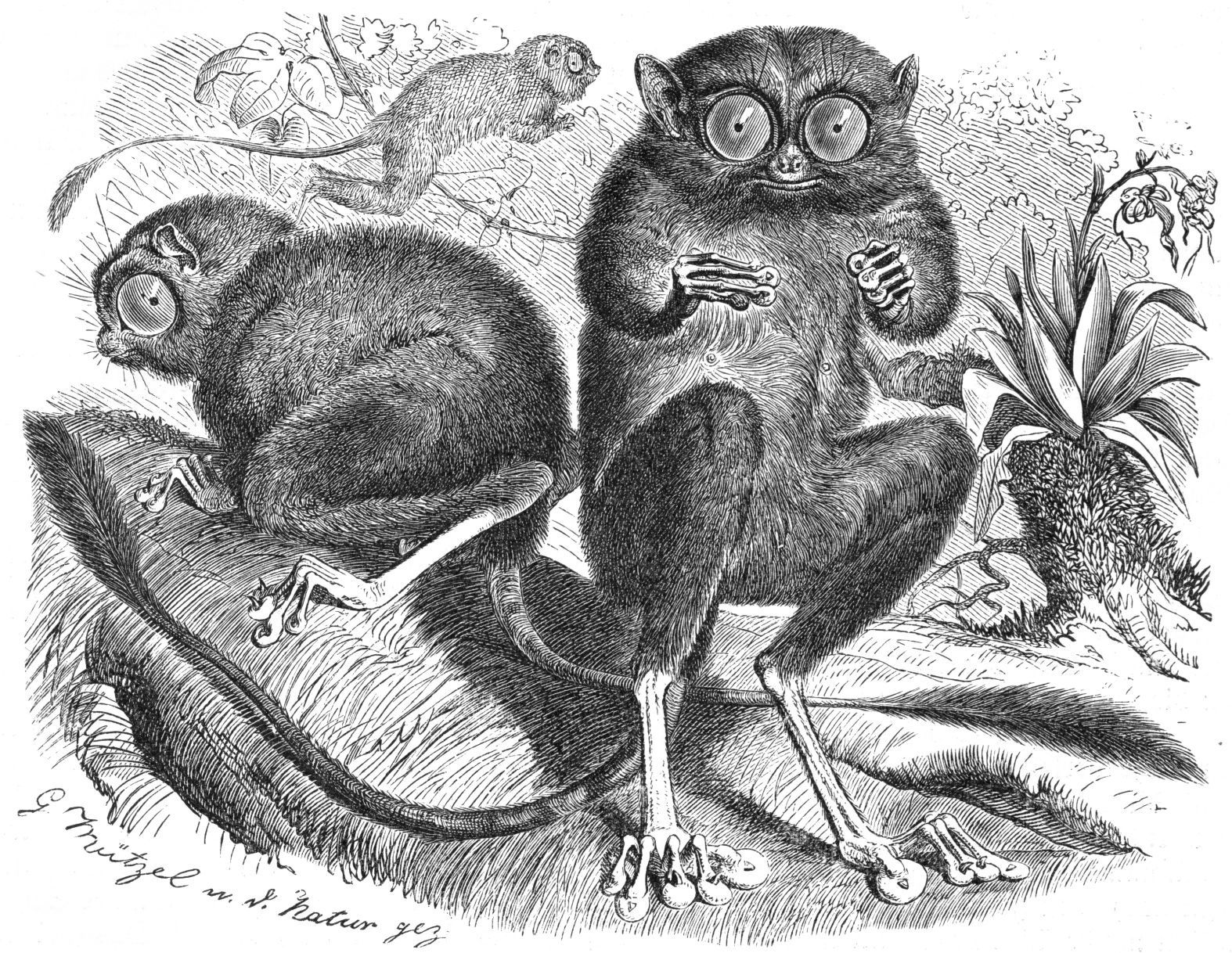
Gravat d'un tarsier, que mostra la longitud de la seva cua.

  - †Xanthorhysis tabrumi Beard, 1998 - Eocè mitjà, conca de Yangu, Xina
- Tarsius Storr, 1780[5]
  - †Tarsius eocaenus Beard et al., 1994 - Eocè mitjà, Shanghuang, Xina[7]
  - †Tarsius thailandica Ginsburg & Mein, 1987 - Miocè Inferior, Tailàndia[8]
  - Tarsius bancanus Horsfield, 1821[9]
  - Tarsius dentatus Miller & Hollister, 1921[10]
  - Tarsius lariang Merker & Groves, 2006[11]
  - Tarsius pelengensis Sody, 1949[12]
  - Tarsius pumilus Miller & Hollister, 1921[13]
  - Tarsius sangirensis Meyer, 1897[14]
  - Tarsius syrichta Linnaeus, 1758[15]
  - Tarsius tarsier Erxleben, 1777[16]
  - Tarsius tumpara Shekelle et al. 2008[17]

## Anatomia i fisiologia
Els tarsers són animals petits amb ulls enormes; cada globus ocular fa aproximadament 16 mm. de diàmetre i tan ample com tot el seu cervell. Els tarsers també tenen les extremitats posteriors molt allargades. De fet, els seus peus tenen tarsos extremadament allargats, que donen el seu nom a l'animal. El cap i el cos junts mesuren entre 10 i 15 cm de llarg, però les extremitats posteriors mesuren el doble (inclosos els peus).

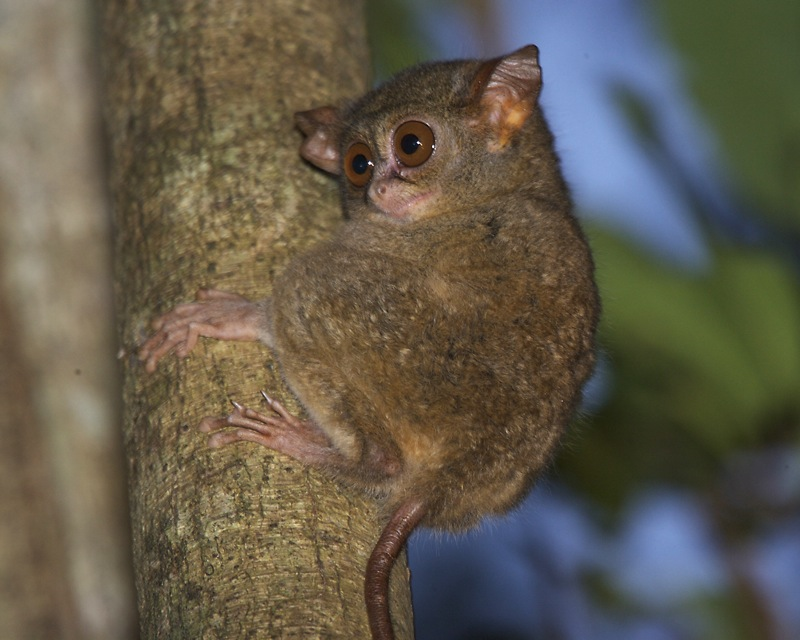
Tarsius tarsier, amb les urpes evidents al segon i tercer dits.

Tenen la cua llarga, nua i prima, amb un floc de pèls a la punta, que pot mesurar entre 20 i 25 cm de llargada. Els seus dits també són allargats, amb el tercer dit gairebé de la mateixa longitud que el seu braç. La majoria dels dits dels peus tenen ungles, però el segon i el tercer dits tenen urpes, que s'utilitzen per agafar-se a l'arbre. Els tarsers són esvelts, amb pelatge vellutat i groguenc, beix o ocre.
Poden pesar fins a 170 g. i els mascles es fan més grans que les femelles. i tenen 34 dents. Com altres prosimis, no tenen dents semblants a una pinta, i la seva fórmula dental també és única: {\displaystyle {\frac {2.1.3.3}{1.1.3.3}}}.

### Visió

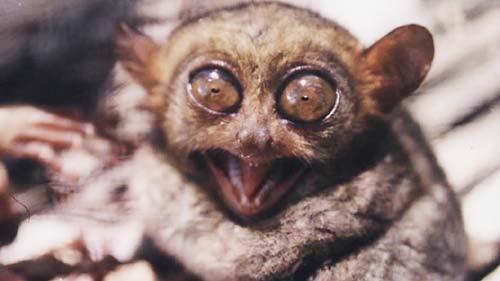
Tarsius syrichta mostrant les dents.

Totes les espècies de tarsier són nocturnes, però, com altres organismes nocturns, alguns individus poden estar més o menys actius durant el dia. A diferència de molts animals nocturns, però, els tarsers no tenen una àrea reflectant la llum (Tapetum lucidum) a l'ull. També tenen una fòvea, quelcom atípic per a un animal nocturn.
El cervell tarsier és diferent dels altres primats pel que fa a la disposició de les connexions entre els dos ulls i el nucli geniculat lateral, que és la regió principal del tàlem que rep la informació visual. La seqüència de capes cel·lulars que reben informació dels ulls ipsilaterals (el mateix costat del cap) i contralaterals (costat oposat del cap) al nucli geniculat lateral distingeix els tarsers dels lèmurs, lorins i micos, que són tots semblants en aquest sentit. Alguns neurocientífics suggereixen que això distingeix els tarsers de la resta de primats, reforçant la visió que van evolucionar a partir d'una línia antiga i independent d'evolució dels primats.

## Comportament

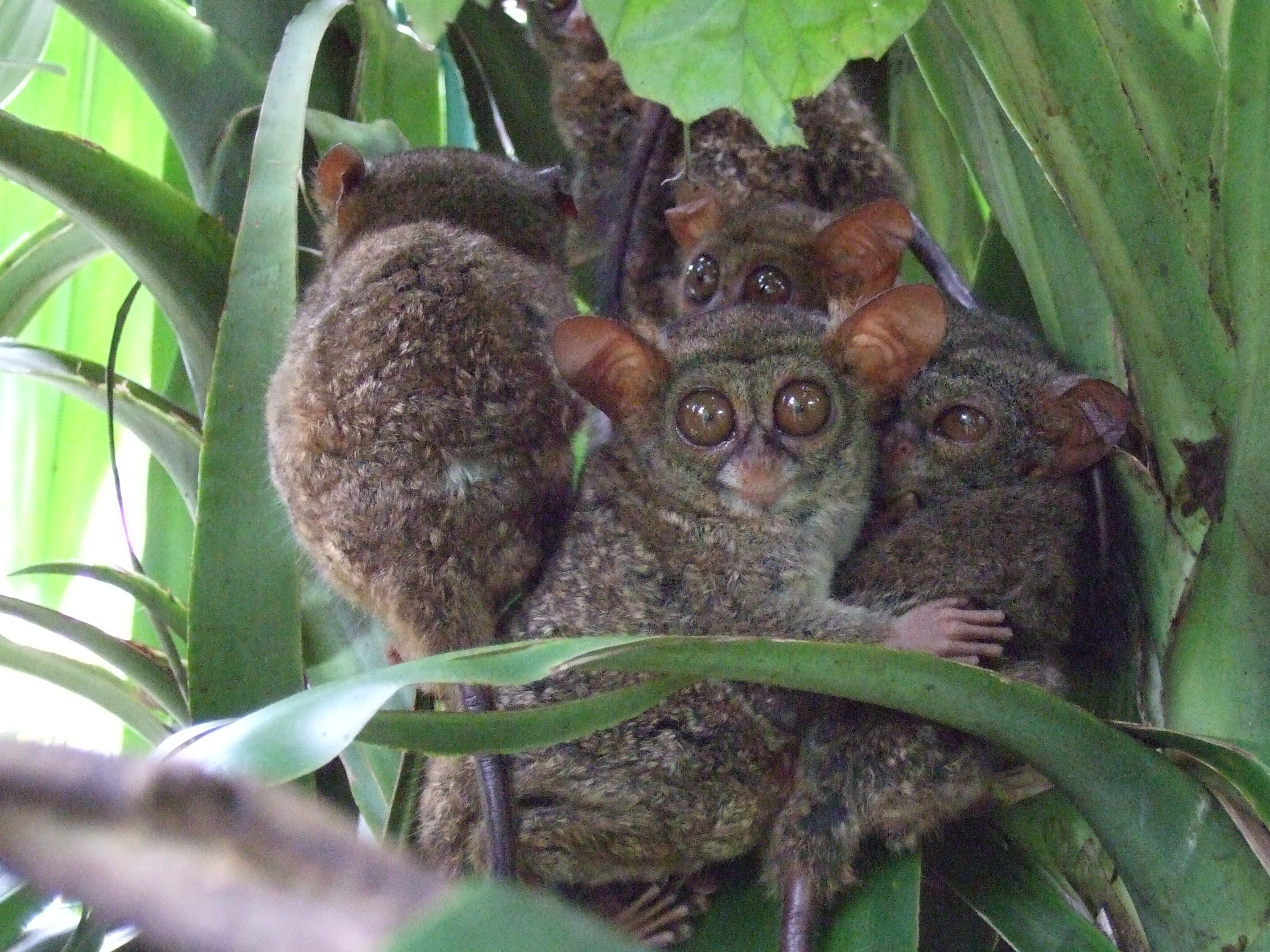
Tarsius tarsier en grup.

Són carnívors, s'alimenten principalment de insectes i capturen els que salten sobre seu. De fet, se sap que són els únics primats que s'alimenten totalment de carn. També se sap que s'alimenten de petits vertebrats com serps, llangardaixos, ocells i ratpenats. Mentre salten d'arbre en arbre, poden atrapar ocells en moviment.
La gestació dura aproximadament sis mesos i la femella dona a llum un sol cadell. Els tarsers joves neixen peluts i amb els ulls oberts, i són capaços d'escalar durant el primer dia de naixement. Arriben a la maduresa sexual al final del segon any. La socialitat i l'aparellament varien, amb els tarsers de Sulawesi que viuen en petits grups familiars, mentre que es diu que els tarsers occidentals i filipins dormen i s'alimenten sols.

## Conservació
Els tarsers mai no s'han reproduït amb èxit en captivitat fins al punt de formar colònies. Quan estan engabiats, se sap que els tarsers fereixen o fins i tot maten individus de la seva espècie a causa de l'estrès.
Un lloc amb un èxit relatiu en la restauració de les poblacions de tarsers es troba a l'illa de Bohol, al centre de les Filipines. La Philippine Tarsier Foundation ha desenvolupat un gran entorn semisalvatge que utilitza la llum per atreure els insectes que formen part de la dieta del tarser.
Tarsius tumpara, descrit el 2008, es considera «en perill crític» i figura entre els 25 primats més amenaçats per Conservació Internacional i el Grup d'Especialistes en Primats de la UICN/SCC. El govern de Malàisia protegeix els tarsers enumerant-los entre els «animals totalment protegits de Sarawak», l'estat de Malàisia de Borneo, on es troben habitualment.